# Porto Velho
Porto Velho è una città del Brasile, capitale dello Stato di Rondônia, parte della mesoregione di Madeira-Guaporé e della microregione di Porto Velho.

## Geografia
La città è situata sulla sponda destra del fiume Madeira, nei pressi del confine tra Rondônia e lo stato di Amazonas.

## Storia
I primi pionieri s'insediarono nell'area nel 1907 mentre l'odierna città di Porto Velho fu ufficialmente fondata il 2 ottobre 1914.

## Infrastrutture e trasporti
La città è servita dall'Aeroporto Internazionale di Porto Velho, situato a 7,5 km a nord del centro.